# タビオ
タビオ株式会社(Tabio Corporation)は、大阪府大阪市浪速区に本社を置く、靴下の企画・製造・販売を主業とする企業。
靴下を専業とする企業はタビオが唯一とされる。

## 概要
1968年3月10日に「ダンソックス」として起業。1977年に「株式会社ダン」に社名変更、2006年に「タビオ株式会社」に社名変更し現在に至る。
近年の靴下市場は、中国産の安い製品が市場を多く占めている。その中で、タビオは日本製にこだわり、工場での生産から店舗での販売・在庫管理までを一貫する「サプライチェーン・マネジメント（後述）」を行っている。売上げの9割は女性向け商品である。また、2002年にはイギリスの高級百貨店ハロッズに、2009年にはフランス パリのマレ地区と海外出店に努めブランドイメージを発展させてきている。
しかし、経営は順風満帆だったわけではない。1970年代の資金繰り悪化による経営危機、2000年代の営業不振と危険な時期もあった。特に2000年の大証2部上場後は、利益のために店舗への投資を怠り、本部の意向を押しつけすぎた結果、店舗は荒れ、従業員の士気が低下。「本部は敵」とまで言わしめる惨状を呈し販売は低迷した。だが本部は「いい靴下を作れば売れるはずだ。この靴下が売れないのは営業努力が足りないからだ。揚げ句、ウチの靴下を履かない客がバカなんだ」 とプロダクトアウトの思考にはまり、生産と販売とがかみ合わない状況となっていた。こうした状況の中で、越智勝寛（創業者　越智直正の息子。2008年より同社社長）が問題点を把握し、改革を実行。その結果、タビオは危機的状況を乗り越え、再び売上げを伸ばすようになった。
創業者は、越智直正（2008年より同社会長）。会社を興し一代で成長させ、「靴下の神様」の異名を持つ。
セレッソ大阪のオフィシャルスポンサーである。

## ブランド・店舗業態
- 靴下屋（くつしたや）
- Tabio（タビオ）
- chaussettes（ショセット）
- Tabio HOMME（タビオオム）
- mightysoxer（マイティソクサー）
- Tabio Sports（タビオスポーツ）

## 沿革
- 1968年 - ダンソックス創業。
- 1977年 - 株式会社ダン設立。本社は大阪市平野区平野本町。
- 1982年 - 直営1号店を神戸・三宮にオープン。
- 1983年 - 「靴下屋」FC1号店の久留米店オープン。
- 1986年 - 本社を平野区長吉長原西へ移転。
- 1987年 - 「中央研究所」設立。
- 1992年 - 「協同組合靴下屋共栄会」を仕入先5社と設立。
- 1994年 - 「上海通暖紅針織有限公司」を丸紅と合弁で設立。
- 2000年 - 大阪証券取引所市場第2部に上場。
- 2001年 - 「S.V.R.技術開発センター」設立。英国法人「DUNSOX UK Co.,Ltd.」設立。
- 2002年 - ロンドンに海外直営1号店「Tabio」オープン。
- 2006年 - 商号をタビオ株式会社に変更。DUNSOX UKの商号をTabio Europe Limitedに変更。
- 2007年 - 靴下屋共栄会を「タビオ奈良株式会社」に組織変更。
- 2008年 - 仏国法人「Tabio France SARL」設立。
- 2009年 - パリ1号店オープン。
- 2010年 - 本社を浪速区難波中にあるなんばパークスへ移転。
- 2012年 - Tabio France の会社形態をSASへ変更。
- 2013年 - 大阪証券取引所と東京証券取引所の現物株市場統合に伴い、東京証券取引所第2部に上場。
- 2018年 - 創業50周年を迎える。
- 2022年 - 創業者の越智直正夫妻が、実家のある奈良県広陵町で交通事故死[3][4]。

## その他

### サプライチェーン・マネジメント
1970年代に商品数を増やした際、工場とうまく連携がとれず納期が遅れ、資金繰りが悪化、借金が増加した。このときの反省を生かし、越智直正は取引を行っていた工場と共栄会という組織を作り、店舗の販売状況の把握、物流センターの建設、注文単位を10足単位のデカから1足単位に変更するなどの生産から販売までを管理するシステムを作り上げていった。

## テレビ番組
- 日経スペシャル カンブリア宮殿 "たかが靴下、されど靴下" 靴下人生50年の男が叫ぶ！ 激安 海外製に負けない、次世代の国産モノ作り（2011年4月7日、テレビ東京）[5]

## 書籍

### 関連書籍
- 『男一匹、負けたらあかん 後継者に語り継ぎたい創業者魂』（著者:越智直正）（2013年11月22日、日本経営合理化協会出版局）ISBN 9784891013448
- 『靴下バカ一代 奇天烈経営者の人生訓』（著者:越智直正）（2016年4月28日、ダイヤモンド社）ISBN 9784822235673

## 不祥事
同社が運営する靴下ブランド「靴下屋」の公式Xアカウントで、従業員がストッキングの強度に関する不適切ポストを行っていたことが判明し、同社は謝罪した